# Course à la direction du Parti libéral du Québec de 2013
Le Parti libéral du Québec a tenu une course à la direction en 2013, à la suite de la démission de Jean Charest après une défaite électorale lors de l'élection de 2012. La convention a eu lieu les 16 et 17 mars 2013, à l'Auditorium de Verdun à Montréal. Le choix du lieu a été en partie influencé par un manque de fonds, en raison d'une baisse récente des dons au parti. Philippe Couillard a été élu au premier tour de scrutin.

## Contexte
Les candidats avaient jusqu'au 14 décembre 2012 pour soumettre leur candidature en récoltant les signatures de 500 membres du parti à partir de 50 circonscriptions dans 10 régions et de la soumission de 50 000 $ de dépôt. Il y avait un montant de 600 000$ de limite de dépenses. Les associations libérales de circonscription dans chacune des 125 circonscriptions de la province ont sélectionné 24 délégués entre le 4 février et 10 mars 2013. Le parti n'était pas en mesure de se permettre de payer les frais de voyage des délégués. Au lieu de cela, les candidats eux-mêmes ont été autorisés à rembourser les délégués. Il y a eu un total de 5 débats, dont un entièrement en anglais. Les règles et le calendrier ont été officiellement adoptés le 21 octobre 2012, le jour avant le début officiel de la campagne,.
L'élection a été faite dans un format traditionnel de course à la direction, au cours duquel les membres à l'étage de la convention ont choisi le chef. Les 24 délégués de chaque circonscription étaient censé consister en un nombre égal d'hommes et de femmes et de 8 membres de l'aile jeunesse, bien que certaines circonscriptions ont été incapables d'envoyer une délégation complète. C'était la première fois que la course à la direction du parti est contestée depuis 1983.

## Calendrier
- Le 30 avril 1998: Jean Charest remporte la course à la direction pour succéder à Daniel Johnson, Jr.
- 4 septembre 2012: Les Libéraux perdent Les élections, et sont réduits à l'opposition officielle de l'État[7].
- 5 septembre 2012: Jean Charest annonce sa démission comme chef du parti[8].
- 21 octobre 2012: Les membres du groupe se rencontrent afin d'adopter formellement les règles de la course.
- 22 octobre 2012: Début officiel de la course à la direction.
- 14 décembre 2012: Date limite de la soumission des candidatures pour les candidats.
- 4 février – 10 mars 2013: Les associations de circonscription libérales sélectionnent les délégués.
- 17 mars 2013: Date à laquelle l'élection a eu lieu.

## Les candidats

### Candidats officiels

#### Raymond Bachand
Résumé

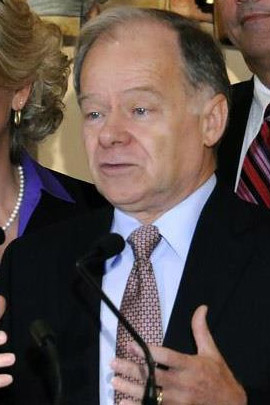
Raymond Bachand

Député de l'Assemblée nationale pour la circonscription d'Outremont depuis 2005. Ministre des Finances jusqu'en 2012 et ancien aide de camp du premier ministre René Lévesque (Parti québécois)
Date de lancement de sa campagne:  28 septembre 2012
Appuis
- Députés: (10) Lawrence Bergman, Marguerite Blais, Rita de Santis, André Drolet, Emmanuel Dubourg, Nicole Ménard, Guy Ouellette, Danielle St-Amand, Christine St-Pierre, Lise Thériault[10]
- Anciens députés: (4) Lise Bacon, John Ciaccia, Nathalie Rochefort, Guy Saint-Pierre
- Autres personnalités: Marc-André Blanchard, ancien président du Parti libéral de 2000 à 2008; Andrée Bourassa, veuve de l'ancien premier ministre du Québec Robert Bourassa[11]; Brian Mulroney, ancien Premier Ministre du Canada[12]

#### Philippe Couillard
Résumé

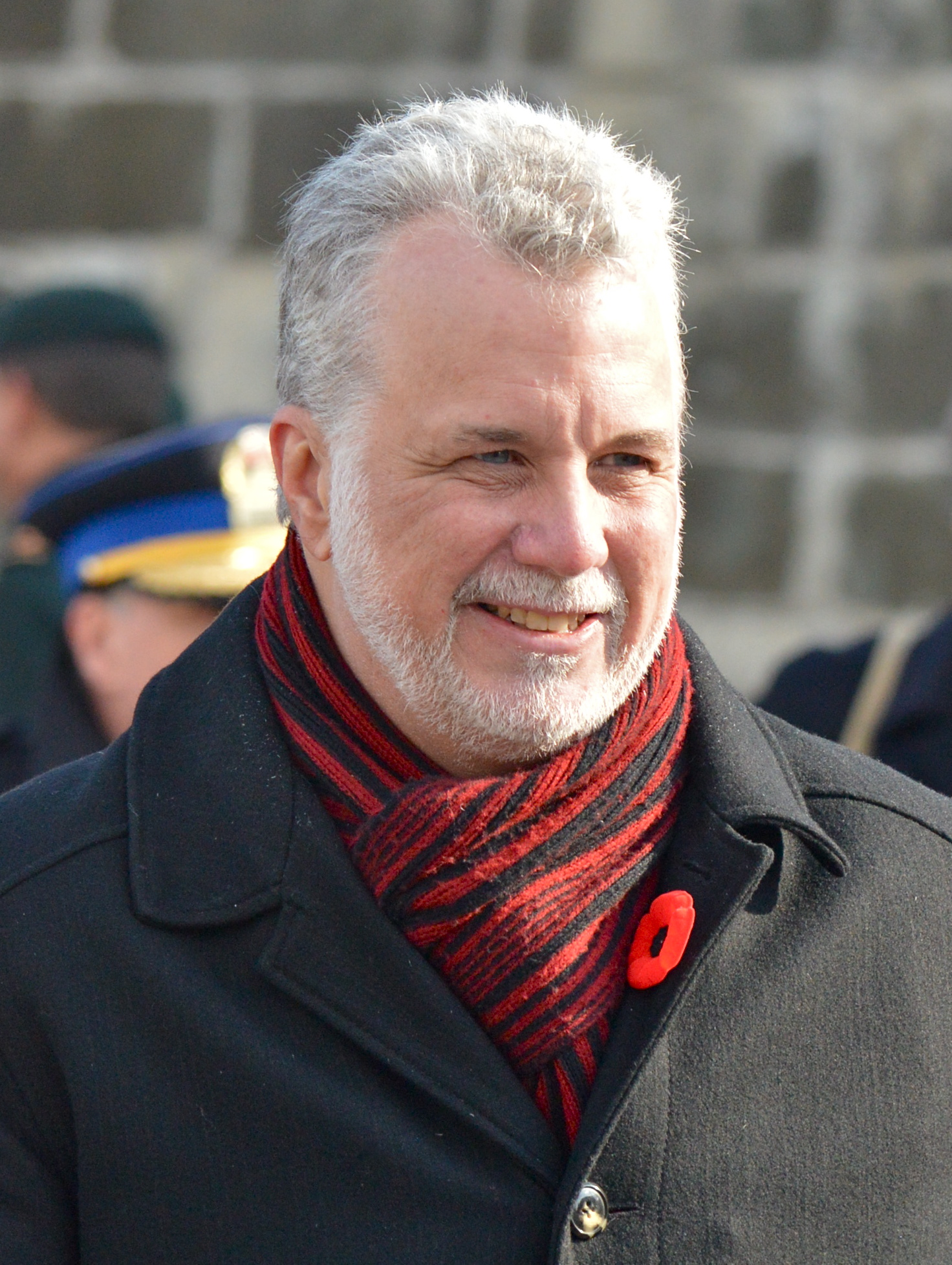
Philippe Couillard

Député à l'Assemblée nationale de Mont-Royal pour la période 2003-2007 et de Jean-Talon pour 2007-2008. Ministre de la Santé jusqu'en 2008.
Date de lancement de sa campagne:  3 octobre 2012
Appuis
- Députés: (14) Stéphane Billette, Ghislain Bolduc, Yves Bolduc, Jean D'Amour, Jean-Paul Diamond, Henri-François Gautrin, Sam Hamad, Alexandre Iracà, Yvon Marcoux, Pierre Reid, Jean Rousselle, Gerry Sklavounos, Marc Tanguay, Kathleen Weil[14]
- Anciens députés: (12) Michel Audet, Raymond Bernier, Raymond Garneau, Patrick Huot, Clifford Lincoln, Norman MacMillan, Michel Matte, Alain Paquet, Jean-Pierre Paquin, Benoît Pelletier, Michel Pigeon, M. Serge Simard
- Autres personnalités:

#### Pierre Moreau
Résumé

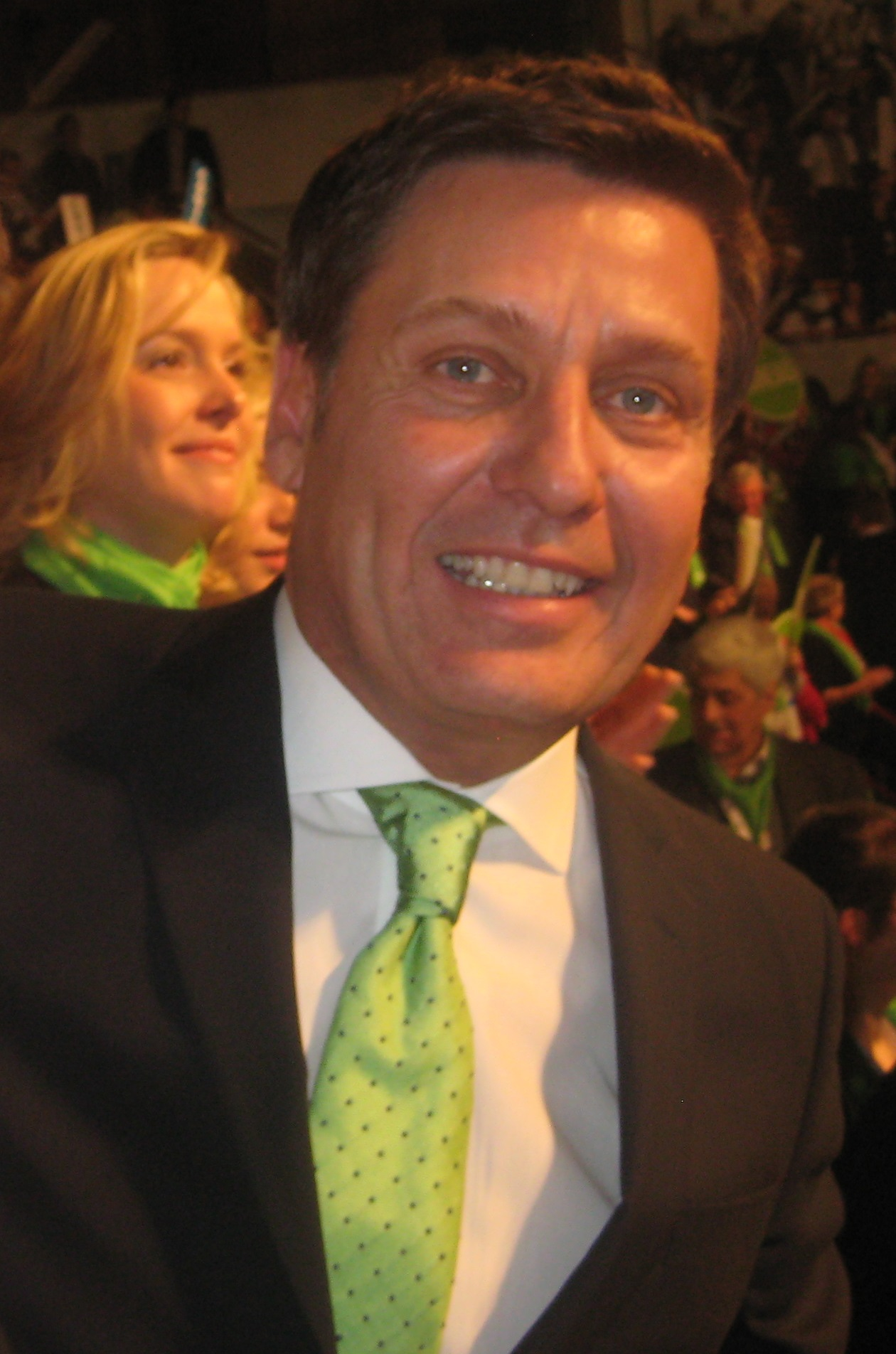
Pierre Moreau

Député de l'Assemblée nationale du comté Marguerite-D'Youville de 2003-2007 et de Châteauguay depuis 2008. A été Ministre responsable des Affaires intergouvernementales canadiennes et de la Francophonie canadienne, Ministre responsable de la Réforme des institutions démocratiques et de l'Accès à l'information en 2011 et Ministre des Transports de 2011 à 2012.
Date de lancement de sa campagne:  1 octobre 2012
Appuis
- Députés: (13) Pierre Arcand, Julie Boulet, Marc Carrière, Francine Charbonneau, Maryse Gaudreault, Charlotte L'Écuyer, Norbert Morin, Gilles Ouimet, Robert Poëti, Filomena Rotiroti, Stéphanie Vallée, Karine Vallières, Dominique Vien[15]
- Anciens députés: (1) Jean Cournoyer
- Autres personnalités: Suzanne Marcil, l'épouse de l'ancien premier ministre du Québec Daniel Johnson, Jr.

### Candidats retirés

#### Jean David
Résumé
Ancien vice-président de marketing du Cirque du Soleil. Le président de l'aile jeunesse du parti de 1971 à 1972. Président de la commission du parti politique de 1999 à 2002. David a admis, au début de sa campagne, qu'il pourrait ne pas être en mesure de répondre aux exigences pour devenir un candidat officiel,. Il s'est retiré de la course deux jours avant la date limite pour soumettre sa candidature, après avoir échoué d'obtenir les 500 signatures nécessaires dans 50 circonscriptions.
Date de lancement de sa campagne:  24 octobre 2012
Date de candidature retirée:  12 décembre 2012
Appuis
- Députés:
- Autres personnalités:

### Décliné
- Pierre Paradis, député de Brome-Missisquoi et ancien ministre[19],[20].
- Benoît Pelletier, ancien député de Chapleau (1998-2008) et ancien ministre (2003-2008)[21].

## Sondages d'opinion

### Tous les Québécois
| Sondage source                                             | Date(s) administré         | Raymond Bachand | Philippe Couillard | Pierre Moreau | D'autres |
| ---------------------------------------------------------- | -------------------------- | --------------- | ------------------ | ------------- | --- |
| Léger Marketing La taille de l'échantillon: de 1 216       | Du 7 au 10 mars 2013       | 15%             | 30%                | 7%            | Ne sais pas (36%) Refusé (12%)                                                                                |
| Léger Marketing La taille de l'échantillon: 1,024          | Les 5 et 6 février 2013    | 13%             | 32%                | 10%           | Ne sais pas (38%) Refusé (7%)                                                                                 |
| Léger Marketing La taille de l'échantillon: 1,014          | Les 21 et 22 novembre 2012 | 13%             | 31%                | 6%            | Jean David (1%) Ne sais pas (42%) Refusé (7%)                                                                 |
| Léger Marketing La taille de l'échantillon: de 1 003       | Les 15 et 16 octobre 2012  | 14%             | 37%                | 10%           | Ne sais pas (32%) Refusé (7%)                                                                                 |
| Léger Marketing La taille de l'échantillon: groupe de 1869 | 24 au 26 septembre, 2012   | 10%             | 27%                | 6%            | Line Beauchamp (8%) Pierre Paradis (6%) Aucun de ces candidats potentiels (15%) Ne sais pas (26%) Refusé (2%) |

### Partisans libéraux seulement
| Sondage source                                  | Date(s) administré         | Raymond Bachand | Philippe Couillard | Pierre Moreau | D'autres |
| ----------------------------------------------- | -------------------------- | --------------- | ------------------ | ------------- | --- |
| Léger Marketing La taille de l'échantillon: 293 | Du 7 au 10 mars 2013       | 19%             | 44%                | 10%           | Ne sais pas (24%) Refusé (3%)                                                                                |
| Léger Marketing La taille de l'échantillon: 265 | Les 5 et 6 février 2013    | 17%             | 43%                | 8%            | Ne sais pas (30%) Refusé (2%)                                                                                |
| Léger Marketing La taille de l'échantillon: 230 | Les 21 et 22 novembre 2012 | 14%             | 34%                | 7%            | Jean David (0%) Ne sais pas (42%) Refusé (3%)                                                                |
| Léger Marketing La taille de l'échantillon: 286 | Les 15 et 16 octobre 2012  | 16%             | 48%                | 12%           | Ne sais pas (21%) Refusé (3%)                                                                                |
| Léger Marketing La taille de l'échantillon: 482 | 24 au 26 septembre, 2012   | 13%             | 34%                | 7%            | Line Beauchamp (7%) Pierre Paradis (6%) Aucun de ces candidats potentiels (5%) Ne sais pas (27%) Refusé (1%) |

## Résultats
= Gagnant
| Candidat Nom             | Candidat Nom             | Votes | Pourcentage |
| ------------------------ | ------------------------ | ----- | ----------- |
|                          | Philippe Couillard       | 1390  | 58.5%       |
|                          | Pierre Moreau            | 523   | 22,0%       |
|                          | Raymond Bachand          | 464   | 19.5%       |
| Total des votes exprimés | Total des votes exprimés | 2 377 | 100.0%      |